# 올리비아 부시오
올리비아 부시오(스페인어: Olivia Bucio, 1954년 10월 26일 ~ )는 멕시코의 배우이다. 주로 텔레비사의 텔레노벨라 작품에 출연했다.